# Banka Koper Slovenia Open 2009
Banka Koper Slovenia Open 2009 — тенісний турнір, що проходив на відкритих кортах з твердим покриттям. Це був 5-й за ліком Banka Koper Slovenia Open. Належав до турнірів WTA International в рамках Туру WTA 2009. Відбувся в Порторожі (Словенія) й тривав з 20 до 26 липня 2009 року.

## Учасниці

### Сіяні пари
| Player                  | Країна  | Рейтинг* | Сіяна |
| ----------------------- | ------- | -------- | ----- |
| Дінара Сафіна           | Росія   | 1        | 1     |
| Анабель Медіна Гаррігес | Іспанія | 21       | 2     |
| Кая Канепі              | Естонія | 24       | 3     |
| Роберта Вінчі           | Італія  | 46       | 4     |
| Сара Еррані             | Італія  | 47       | 5     |
| Луціє Шафарова          | Чехія   | 49       | 6     |
| Віра Душевіна           | Росія   | 50       | 7     |
| Петра Квітова           | Чехія   | 63       | 8     |

- Рейтинг подано станом на 13 липня 2009.

### Інші учасниці
Нижче подано учасниць, що отримали вайлд-кард на вихід в основну сітку
- Тадея Маєрич
- Настя Колар
- Петра Мартич

Нижче наведено гравчинь, які пробились в основну сітку через стадію кваліфікації:
- Анна Татішвілі
- Сесил Каратанчева
- Весна Манасієва
- Ксенія Первак

## Переможниці та фіналістки

### Одиночний розряд
Дінара Сафіна —  Сара Еррані, 65–7, 6–1, 7–5
- Для Сафіної це був третій титул за сезон і 12-й — за кар'єру.

### Парний розряд
Юлія Гергес /  Владіміра Угліржова —  Каміль Пен /  Клара Закопалова, 6–4, 6–2